# Dolores Castro
Dolores Castro Varela (Aguascalientes, 12 aprile 1923 – Città del Messico, 30 marzo 2022) è stata una poetessa, saggista e critica letteraria messicana.

## Biografia
Dolores Castro nacque ad Aguascalientes il 12 aprile del 1923.
Fu docente di letteratura presso l'Università Nazionale Autonoma del Messico, l'Università Iberoamericana, la Scuola di Giornalismo Carlos Septién García, la Scuola di Scrittori della SOGEM e le scuole delle Belle Arti di Veracruz e Cuernavaca, tra altre istituzioni. Fu fondatrice di Radio UNAM e produttrice di programmi radiofonici. Condusse il programma Poetas de México su Canal 11 con Alejandro Avilés.
Servì come caporedattrice e collaboratrice di Barcos de Papel. Nel 1980, vinse il Premio Nazionale di Poesia di Mazatlán. Nel 2014 invece le attribuirono il Premio Nazionale di Scienze e Arti in Letteratura e Linguistica. Nel 2008, l'INBA (ministero della cultura del governo messicano) le rese omaggio per i suoi 85 anni d'età. Nel 2014, l'INBA le rese nuovamente omaggio con la presentazione editoriale Dolores Castro, 90 anni: parola e tempo (Dolores Castro, 90 años: palabras y tiempo).
Fece anche parte del gruppo Ocho Poetas Mexicanos (otto poeti messicani), composto da Alejandro Avilés, Roberto Cabral del Hoyo, Javier Peñalosa, Honorato Magaloni Duarte, Efrén Hernández, Octavio Novaro e Rosario Castellanos.
Morì il 30 marzo del 2022, pochi giorni prima di compiere 99 anni.

## Studi
Si laureò presso l'Università Nazionale Autonoma del Messico in giurisprudenza, conseguendovi anche un master in lettere. Prese poi una laurea in Stilistica e Storia dell'Arte presso l'Università Complutense di Madrid e una in radiofonia presso l'Istituto Latinoamericano della Comunicazione Educativa.

## Opere

### Poesia
- El corazón transfigurado - 1949
- Dos nocturnos - 1952
- Siete poemas - 1952
- La tierra está sonando - 1959
- Cantares de vela - 1960
- Soles - 1977
- Qué es lo vivido - 1980
- Las palabras - 1990
- Poemas inéditos - 1990
- No es el amor el vuelo - 1992
- Tornasol - 1997
- Sonar en el silencio - 2000
- Oleajes - 2003
- Íntimos huéspedes - 2004
- Algo le duele al aire - 2011
- Viento quebrado, poesía reunida - 2011
- Sombra domesticada - 2013
- Pozo de Luz - 2013

### Racconto
- La ciudad y el viento - 1962

### Saggio
- Dimensión de la lengua en su ficción creativa, emotiva y esencial - 1989

### Antologia
- Obras completas - 1991
- Antología poética en francés - 2003
- A mitad de un suspiro - 2008
- La vida perdurable, antología poética -

## Premi e riconoscimenti
- Premio Nacional de Poesía Sor Juana Inés de la Cruz
- Premio Nacional de Poesía, Mazatlán - 1980
- Premio III Nezahualcóyotl (insieme a José Emilio Pacheco) - 2004
- L'Istituto Nazionale delle Belle Arti del Messico rese omaggio alla sua carriera letteraria, ai suoi contributi nella letteratura messicana e ai suoi 85 anni di vita - 2008
- Premio Iberoamericano de Poesía Ramón López Velarde - 2013
- Premio Nazionale di scienze e arti nell'ambito linguistico e letterario, assegnato dalla Segreteria per l'istruzione pubblica - 2014[9][10]

Nel 2018, il Fondo per la cultura economica ha inaugurato una libreria con il suo nome nella città di Aguascalientes.